# Sigue Sigue Sputnik
Sigue Sigue Sputnik ("Brucia brucia Sputnik" in russo, secondo la versione ufficiale, ma "sigue" non significa niente in russo) è un gruppo musicale formato nel 1982.
Durante la seconda metà degli anni ottanta del XX secolo i Sigue Sigue Sputnik divennero popolari grazie a brani come Love Missile F1-11 e 21st Century Boy, contenuti nell'album Flaunt-it, sfruttando l'originale idea di inserire spot pubblicitari tra una traccia e l'altra. Il gruppo era inoltre sponsorizzato dalla Atari.

## Storia del gruppo
Il successo del pezzo Love Missile F1-11 fu confermato dal successivo 21st Century Boy che raggiunse le vette delle classifiche europee in breve tempo. Un buon successo lo riscosse anche l'album del 1986 Flaunt-it. Lo stesso anno parteciparono al Festivalbar.
Nel 2000 hanno partecipato all'album di tributo ai Queen Tie Your Mix Down: A Queen Tribute, per il quale hanno eseguito Keep Yourself Alive.
David Bowie, nel 2003, ha inserito una cover del brano Love Missile F1-11 nel singolo New Killer Star.

## Formazione
Originale
- Martin Degville - voce
- Tony James - basso
- Neal X - chitarra
- Ray Mayhew - batteria
- Chris Kavanagh - batteria
- Miss Yana Ya Ya - effetti speciali

Attuale
- Tony James - basso
- Neal X - chitarra e voce

## Discografia

### Album in studio
- 1986 - Flaunt It (Parlophone)
- 1988 - Dress for Excess (Parlophone/EMI)
- 2001 - Pirate Space (Sputnikworld / Ruf)
- 2002 - Blak Elvis vs. The Kings of Electronic Rock and Roll (Sputnikworld)
- 2003 - Ultra Real (Sputnikworld)

### Compilation
- 1990 - The First Generation (Jungle Records)
- 1997 - The First Generation - Second Edition (Cleopatra)
- 1998 - The Ultimate 12" Collection (Sputnikworld)
- 1999 - Flaunt It + Dress for Excess (Jurassic Punk)
- 2000 - Sci-Fi Sex Stars (Sputnikworld)
- 2001 - 21st Century Boys: The Best of Sigue Sigue Sputnik (EMI)
- 2003 - The First Generation - Vid Edition
- 2001 - A Gothic-Industrial Tribute to The Smashing Pumpkins (Cleopatra)

### Singoli
- 1986 - Love Missile F1-11 (Parlophone)
- 1986 - 21st Century Boy (Parlophone)
- 1986 - Massive Retaliation (Manhattan Records)
- 1986 - Sex Bomb Boogie (Parlophone)
- 1986 - Sci-Fi Sex Stars
- 1988 - Success (EMI/Atlantic)
- 1989 - Albinoni vs. Star Wars (Parlophone/EMI)
- 1989 - Dancerama (Parlophone)
- 1989 - Rio Rocks (Parlophone)
- 2001 - Love Missile F1-11 (Westbam remix) (EMI)
- 2002 - Everybody Loves You (autoprodotto)
- 2004 - Grooving With Mr. Pervert (Just Music)

### Altro
- 2000 Virgin Voices: A Tribute To Madonna - Volume Two
- 2000 Don't Blow Your Cover: A Tribute to KMFDM
- 2000 Covered In Nails: A Tribute To Nine Inch Nails
- 2001 A Gothic-Industrial Tribute to The Smashing Pumpkins